# Pierre Guillaume (Söldner)
Pierre Guillaume (* 11. August 1925 in Saint-Malo; † 3. Dezember 2002) war ein französischer Marineoffizier, Mitglied der Terrororganisation OAS und späterer Söldner.

## Biographie
Pierre Guillaume wurde als Sohn von Maurice Guillaume, Brigadegeneral der Reserve, geboren. Er besuchte die Marineakademie und schloss 1948 seine Ausbildung ab. Er diente als Offizier der französischen Marine im ersten Indochinakrieg. Dort war er in der Dinassaut-Division der Franzosen, mit der militärische Operationen in den großen Flussgebieten Indochinas durchgeführt wurden. Zum Kriegsende 1954 erhielt er den Rang eines Lieutenant de vaisseau.
Nach Kriegsende versuchte er allein an Bord einer Dschunke nach Frankreich zurück zu segeln. Bei der Umsegelung des Horns von Afrika lief er jedoch am 13. November 1956 auf Grund. Es gelang ihm zum Ende des Jahres 1956, nach Paris zurückzukehren. Dort angekommen erfuhr er im März 1957 vom Tod seines Bruders, Jean-Marie Guillaume, einem Offizier der französischen Fallschirmjäger, der im Algerienkrieg gefallen war. Pierre Guillaume bat um die Versetzung von der Marine in die Französische Armee, die ihm auch gewährt wurde. Vom 14. Juli 1957 bis zum 12. März 1958 übernahm er dort die Position seines verstorbenen Bruders.
Guillaume nahm als Soldat am Algier-Putsch am 13. Mai 1958 teil. Ziel der Putschisten war die Berufung einer Regierung, die den Verbleib Algeriens unter Französischer Kolonialherrschaft garantieren sollte. Mit ihrer Unterstützung kam Charles de Gaulle zurück an die Macht. Als de Gaulle 1961 allerdings per Gesetz eine Selbstverwaltung Algeriens initiieren wollte, gründeten einige Ex-Militärs und radikal-nationalistische Aktivisten die Terrororganisation OAS, darunter auch Pierre Guillaume. Die OAS wollte die Unabhängigkeit Algeriens mit Gewalt und Terrorismus verhindern.
Am 21. April 1961, unterstützt durch die OAS, wurde daraufhin ein zweiter Putschversuch in Algier unternommen, um de Gaulle zu stürzen. Pierre Guillaume war zu diesem Zeitpunkt Marine-Stellvertreter von General Challe, einem der vier am Putsch beteiligten Generäle. Der Putschversuch scheiterte jedoch aufgrund geringer Beteiligung und fehlender Unterstützung aus Frankreich innerhalb weniger Tage. Guillaume wurde für seine Teilnahme zu vier Jahren Freiheitsstrafe verurteilt. Er tauchte daraufhin unter und versteckte sich bei Mitgliedern der OAS. 1962 wurde er verhaftet und zu insgesamt 12 Jahren Freiheitsstrafe verurteilt. Er wurde, ebenso wie die am Putsch beteiligten Generäle, im Gefängnis von Tulle inhaftiert.
Nach seiner Freilassung arbeitete er als Berater für die Sicherheit im Seeverkehr in Saudi-Arabien und nahm als Söldner an den Operationen von Bob Denard auf den Komoren teil. Mit mehreren ehemaligen Soldaten engagierte er sich auch für die Verteidigung des Karen-Volkes in Myanmar.
Pierre Guillaume lebte in Saint-Malo. Er moderierte fast bis zu seinem Tod das neunzigminütige Libre Journal im Radio Courtoisie. Dort vertrat er u. a. nationalistische und rechtspopulistische Positionen. Er war ein persönlicher Freund des rechtsextremen Politikers Jean-Marie Le Pen, den er oft in seiner Sendung empfing.
In seinen Memoiren mit dem Titel „Mon âme à Dieu, mon corps à la Patrie, mon Honneur à moi“ (Meine Seele für Gott, mein Leib für das Vaterland, meine Ehre für mich selbst) berichtet er von seinen Erfahrungen im Algerienkrieg und erzählte von seinen Fluchtversuchen aus dem Gefängnis von Tulle.
Der Film Der Haudegen (Le Crabe-tambour) von 1977 von Pierre Schœndœrffer beruht lose auf Pierre Guillaumes Leben.

## Bibliographie
- Mon âme à Dieu, mon corps à la Patrie, mon honneur à moi. (Ko-Autorin Elisabeth Escalle), Paris 2006, ISBN 978-2-259-20442-2.